# Logan
Renault Logan (рус. Рено Логан) — бюджетный субкомпактный автомобиль, разработанный компанией Renault специально для развивающихся рынков. Основное производство развёрнуто в Румынии на заводе промышленной группы Dacia, с 1999 года принадлежащей компании Renault. В России первое поколение автомобиля выпускалось с 2005 года по декабрь 2015 на заводе Автофрамос (позже «Рено Россия») в Москве, а с 2014 года по февраль 2022 на заводе АвтоВАЗ в Тольятти выпускалось второе поколение.
В конце 2018 года после обновления Logan получил версию Stepway. На этой версии увеличен клиренс и стоят другие бамперы. Ещё Logan Stepway имеет версию city с вариатором. Logan Stepway главный конкурент LADA Vesta Cross.
В зависимости от специфики рынка продаётся под марками Dacia, Renault и Nissan. В странах Европы (за исключением России) и в Марокко продаётся Dacia Logan, собираемая в Румынии и в Марокко. В России автомобиль продаётся под маркой Renault. Также под маркой Renault продаётся в Латинской Америке, в Индии и с сентября 2009 года — на Украине. В Иране он известен как Renault Tondar. На рынке Мексики Logan продаётся под названием Nissan Aprio. На индийском рынке продаётся под маркой Mahindra Verito. В России выпускается универсал Dacia Logan MCV 2006 года под именем LADA Largus.

## Первое поколение
Проектирование модели Logan началось в 1998 году. Проекту было присвоено внутризаводское обозначение X90. Планировалось создать компактный семейный автомобиль со стартовой ценой 5 000 евро, который мог бы продаваться в самых разных странах мира. Разработкой автомобиля занимались в техноцентре Renault под Парижем. Примечательно, что на стадии проектирования, благодаря использованию компьютерного моделирования, не было создано ни единого предсерийного ходового образца.
Logan с кузовом «седан» (внутризаводское обозначение модификации — L90) был представлен публике в 2004 году. Ещё в начале 1999 года альянс Renault–Nissan приобрёл у румынского правительства автомобильный завод Dacia. Технически отсталый завод был полностью переоснащён, введены общие для альянса Renault-Nissan стандарты качества, налажена работа логистических цепочек и сервиса. Завод Dacia стал основной сборочной площадкой для нового автомобиля, который продавался как Dacia Logan.
Сборка машин в Москве, на предприятии Автофрамос, стартовала в апреле 2005 года. Спустя ровно два года, в апреле 2007, проект Logan стартовал в Индии как совместное предприятие Mahindra & Mahindra и Renault в городе Нашике. В основе машины лежит так называемая «платформа B0».

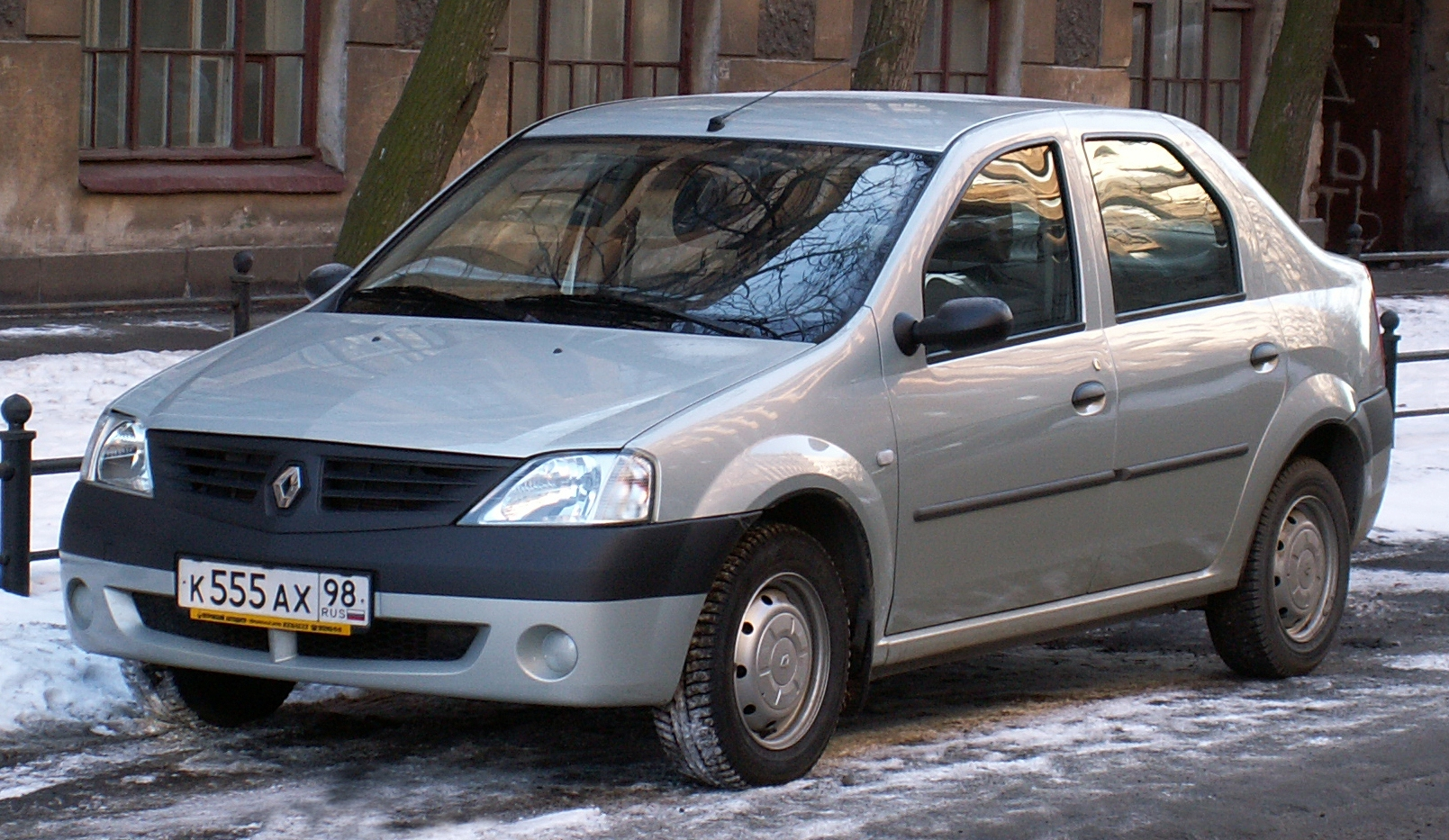
Logan под брендом Renault, собранный на московском заводе Автофрамос
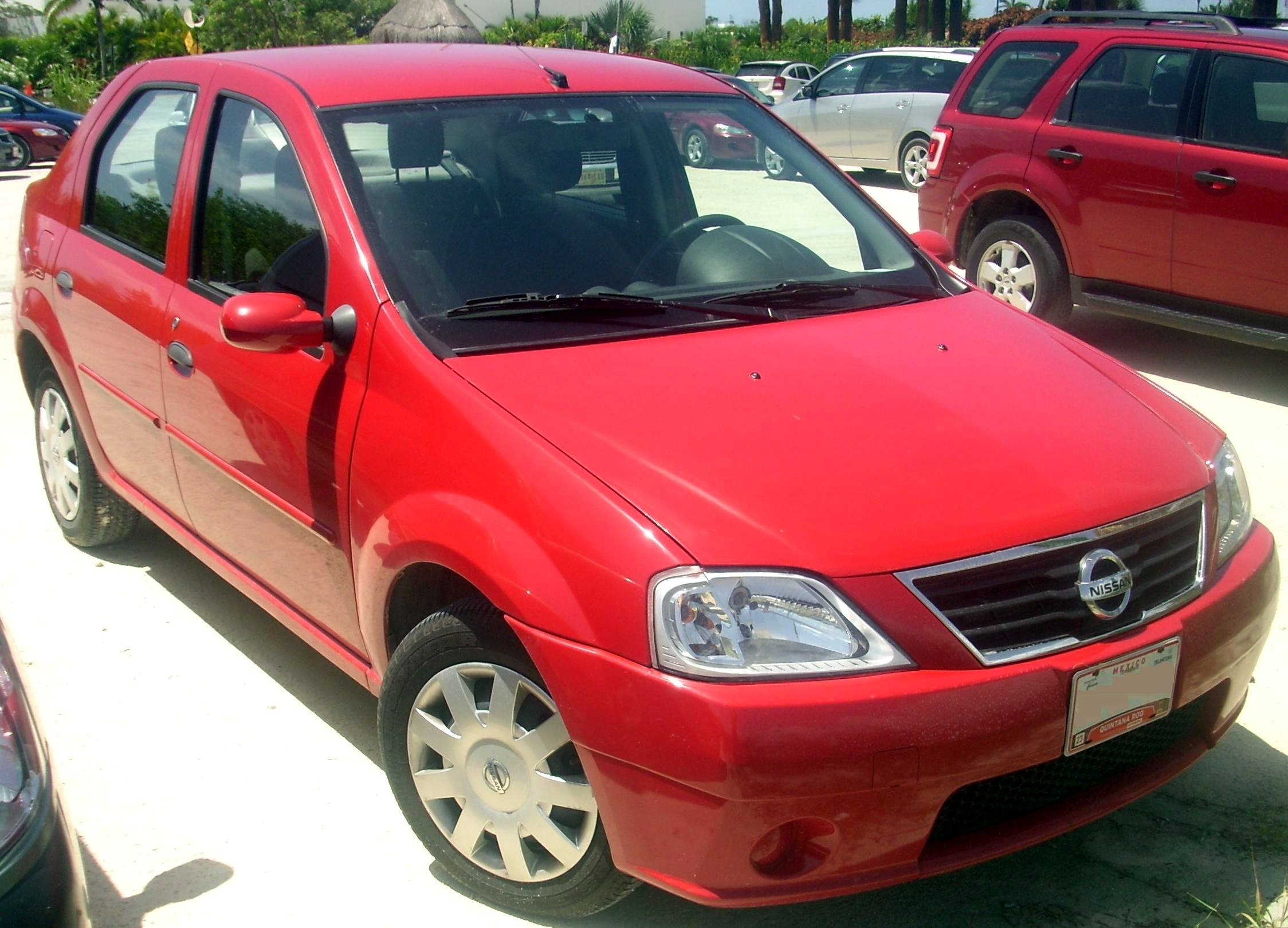
В Мексике автомобиль производился с 2008 по 2010 год как Nissan Aprio
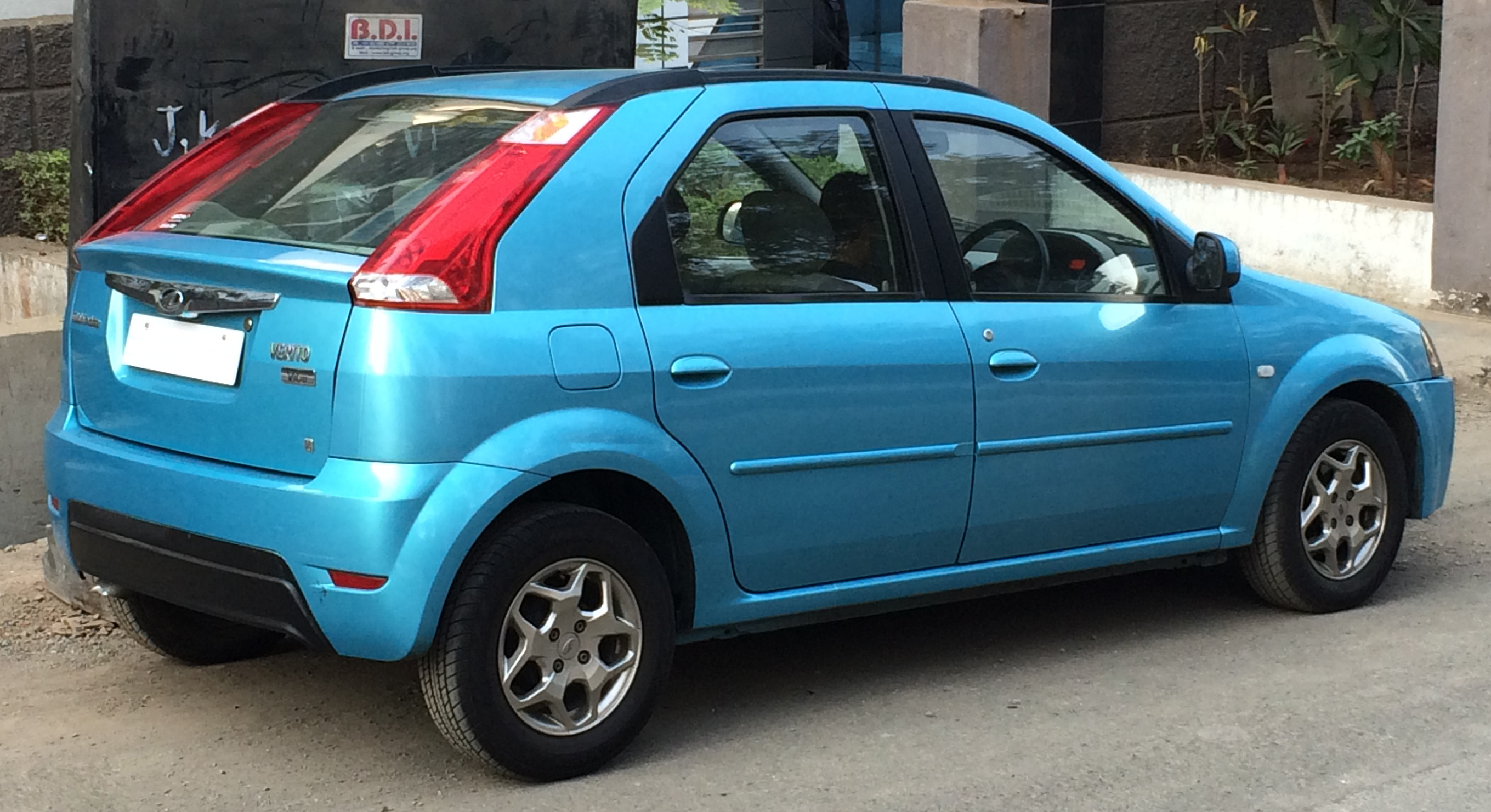
В Индии с 2010 года производился нотчбэк Mahindra Verito Vibe, основанный на седане Verito, который является перелицованным Logan

### Конструкция

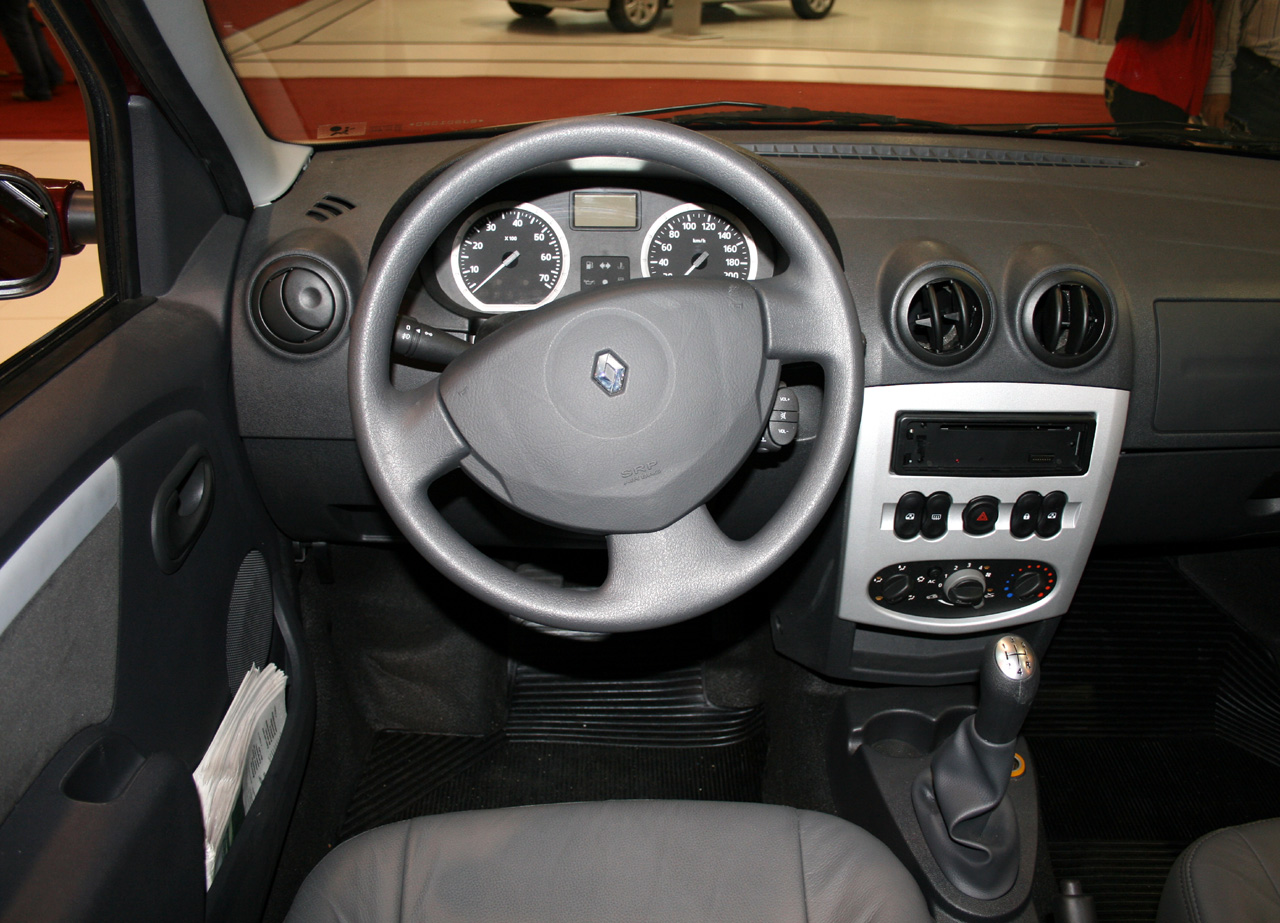
Интерьер модели

Для достижения запланированной отметки в 5 000 евро разработчики применили ряд решений по снижению себестоимости как на этапе проектирования автомобиля, так и в процессе его производства:
- Дизайнеры и конструкторы использовали только компьютерные методы. Только это позволило сэкономить 20 миллионов евро. Всего на проектные работы было затрачено 360 миллионов евро;
- Широкая унификация с другими моделями концерна: передняя подвеска заимствована у Renault Clio второго поколения, задняя — у Renault Modus, рулевое управление — у Renault Symbol, коробка передач и сцепление — у Renault Megane второго поколения;
- Использование доступных проверенных двигателей, уже производившихся массово;
- Использование простых в штамповке кузовных панелей малой кривизны;
- Использование простых и дешёвых в изготовлении стёкол малой кривизны;
- Использование крупных цельнолитых пластиковых деталей салона (передняя панель, дверные обшивки)
- Отсутствие в дешёвых комплектациях усилителя руля, кондиционера, подушки безопасности переднего пассажира, электростеклоподъёмников и пр.
- Высокая доля ручного труда при производстве (в странах с дешёвой рабочей силой это выгоднее автоматизации)[8]

Конструкцию создавали в расчёте на эксплуатацию в странах третьего мира. Для плохих дорог предусмотрен дорожный просвет в 155 мм (версия для европейского рынка отличается меньшим на 20 мм клиренсом); продумана конструкция днища — к примеру, тормозные магистрали проложены так, чтобы исключить их повреждение. Подвеска — пружинные стойки с нижними поперечными рычагами спереди, задняя подвеска независимая, со связанными рычагами, пружинная,
отличается высокой энергоёмкостью. Восьмиклапанные бензиновые двигатели приспособлены для работы на бензине низкого качества с минимальным октановым числом 87.

### Двигатели
Литровый двигатель, предлагаемый в Бразилии, может работать как на бензине, так и на этиловом спирте, либо их смеси. В случае работы на спирте мощность двигателя повышается до 77 л.с., крутящий момент — до 99 Н·м; разгон до 100 км/ч сокращается до 14,1 секунд, максимальная скорость повышается до 161 км/ч.
1,6-литровый 8-клапанный двигатель ЕВРО-2 мощностью 90 л.с., ЕВРО-3 87 л.с., ЕВРО-4 84 л.с., ЕВРО-5 82 л.с.
1,6-литровый 16-клапанный двигатель в некоторых источниках показан с мощностью 105 л.с. (77 кВт) и максимальным крутящим моментом 148 Н·м / 3750 об/мин, но в ПТС автомобилей, выпущенных в РФ, указывается 102 л.с.
Поставляемые в Россию двигатели до конца 2007 года соответствовали Евро-2, с конца 2007 — Евро-3, а 16-клапанный двигатель — Евро-4.

### Рестайлинг

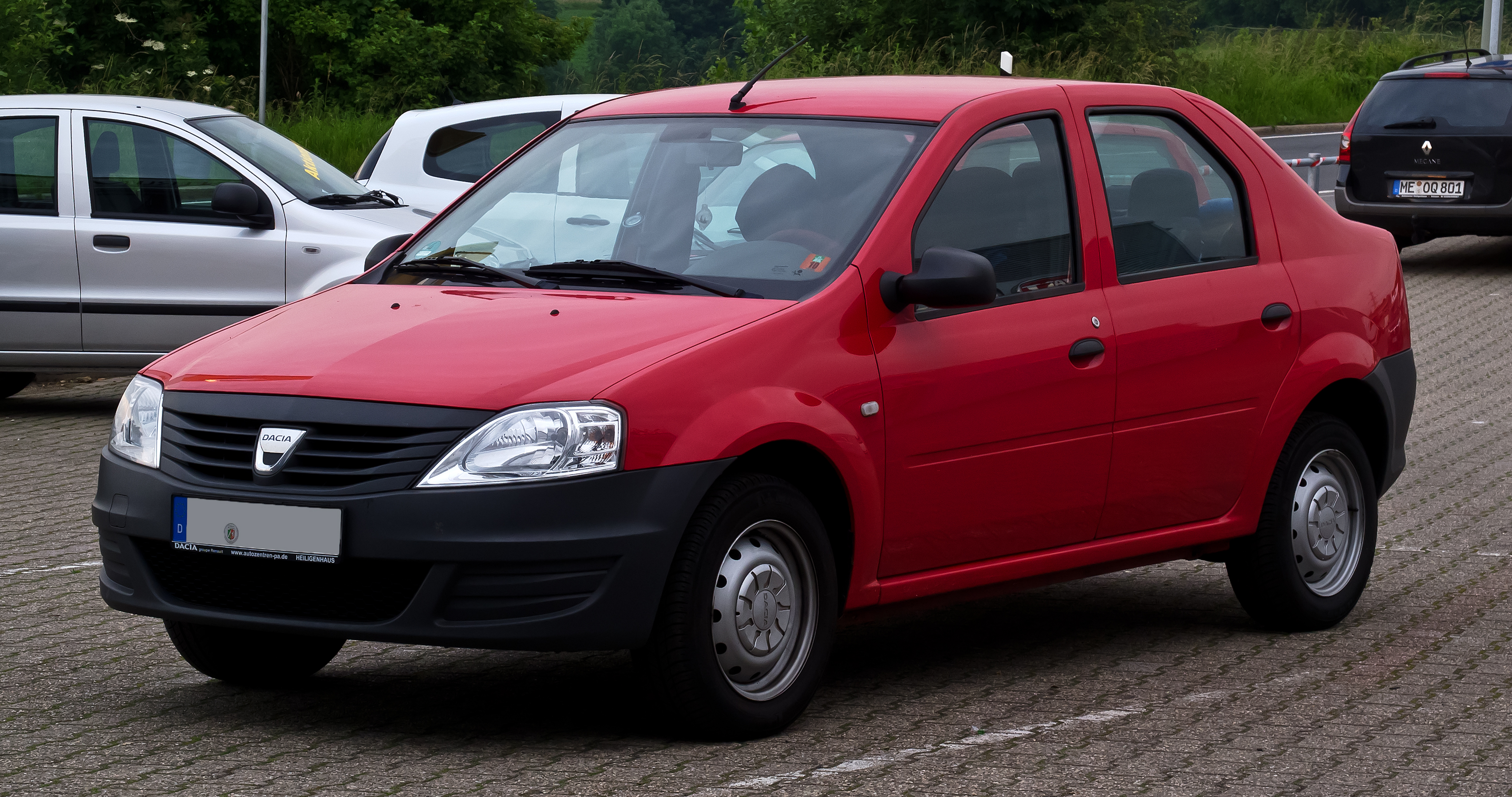
Dacia Logan образца 2008 года

С июля 2008 года румынский завод Dacia начал производство обновлённого седана Dacia Logan. Немного изменена внешность и интерьер; есть небольшие технические изменения.
Внешние изменения: более крупные фары, иные бамперы, решётка радиатора от Dacia Sandero с хромированной накладкой, изменённые задние фонари, крышка багажника более замысловатой формы.
Интерьер: передняя панель и дверные карты от хетчбэка Dacia Sandero, новый руль от Renault Clio, появился средний подголовник на заднем сиденье, центральный трёхточечный ремень безопасности, введена регулировка рулевой колонки по высоте (на некоторых комплектациях).
Техника: передняя и задняя колеи расширены на семь мм, введена АБС Bosch восьмого поколения с функцией распределения тормозных усилий при экстренном торможении; для удешевления конструкции удалён стабилизатор поперечной устойчивости (заменён усиленными амортизаторами).
В России производство обновлённого Логана налажено с декабря 2009 года, незадолго до начала производства Сандеро.

### Модификации
Помимо базовой версии в кузове седан, были выпущены ещё 3 типа кузова автомобиля.

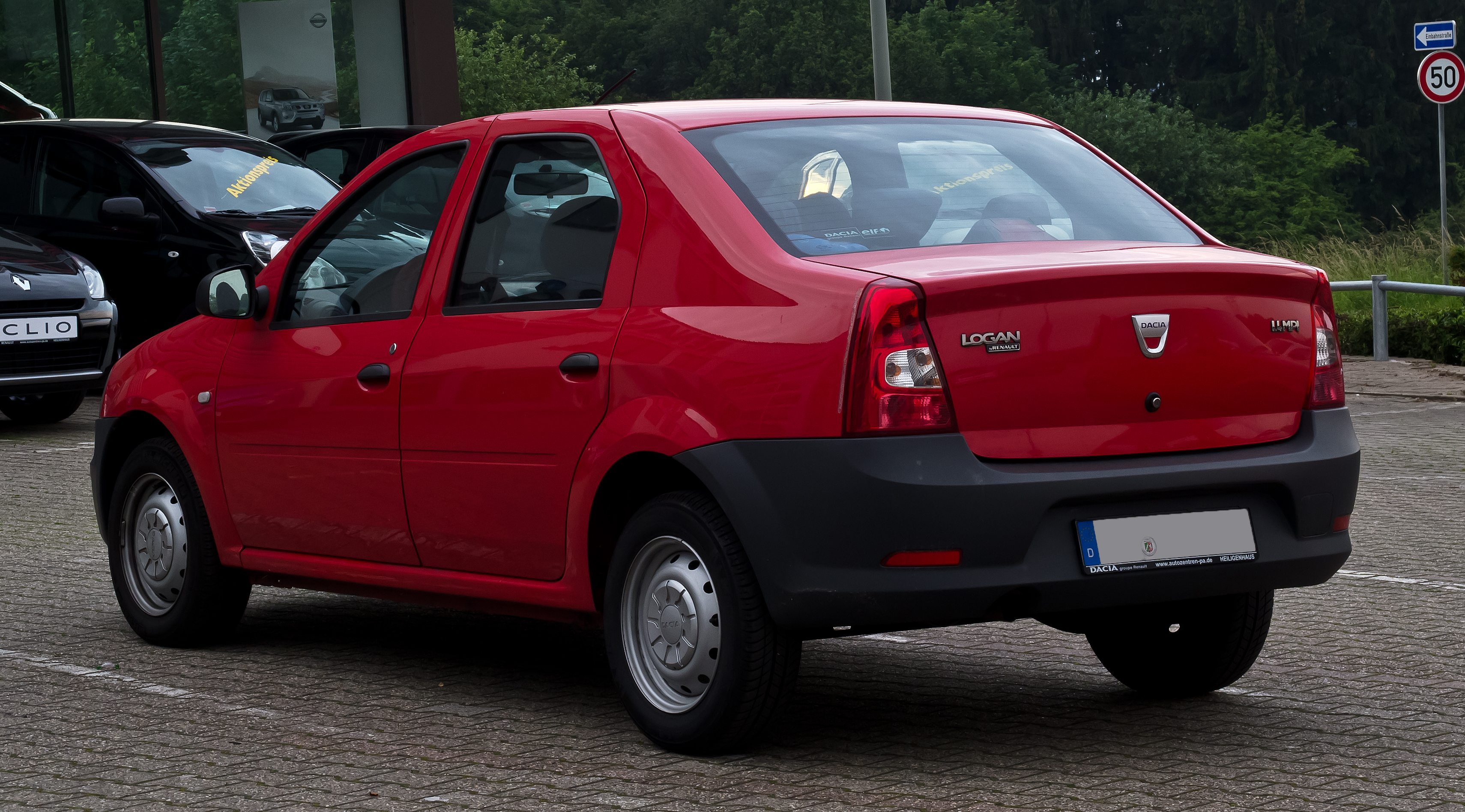
Седан
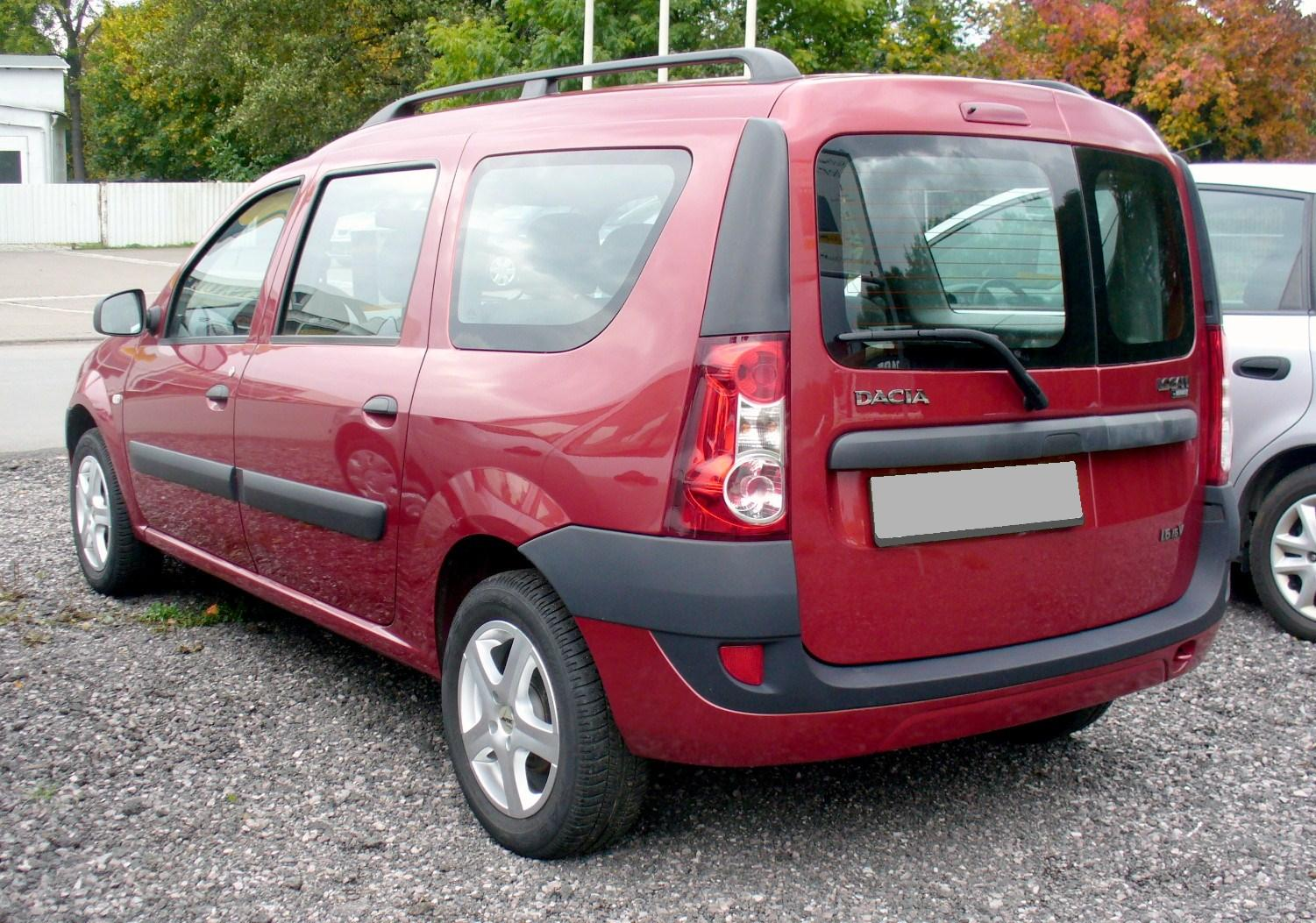
Универсал (Logan MPV)
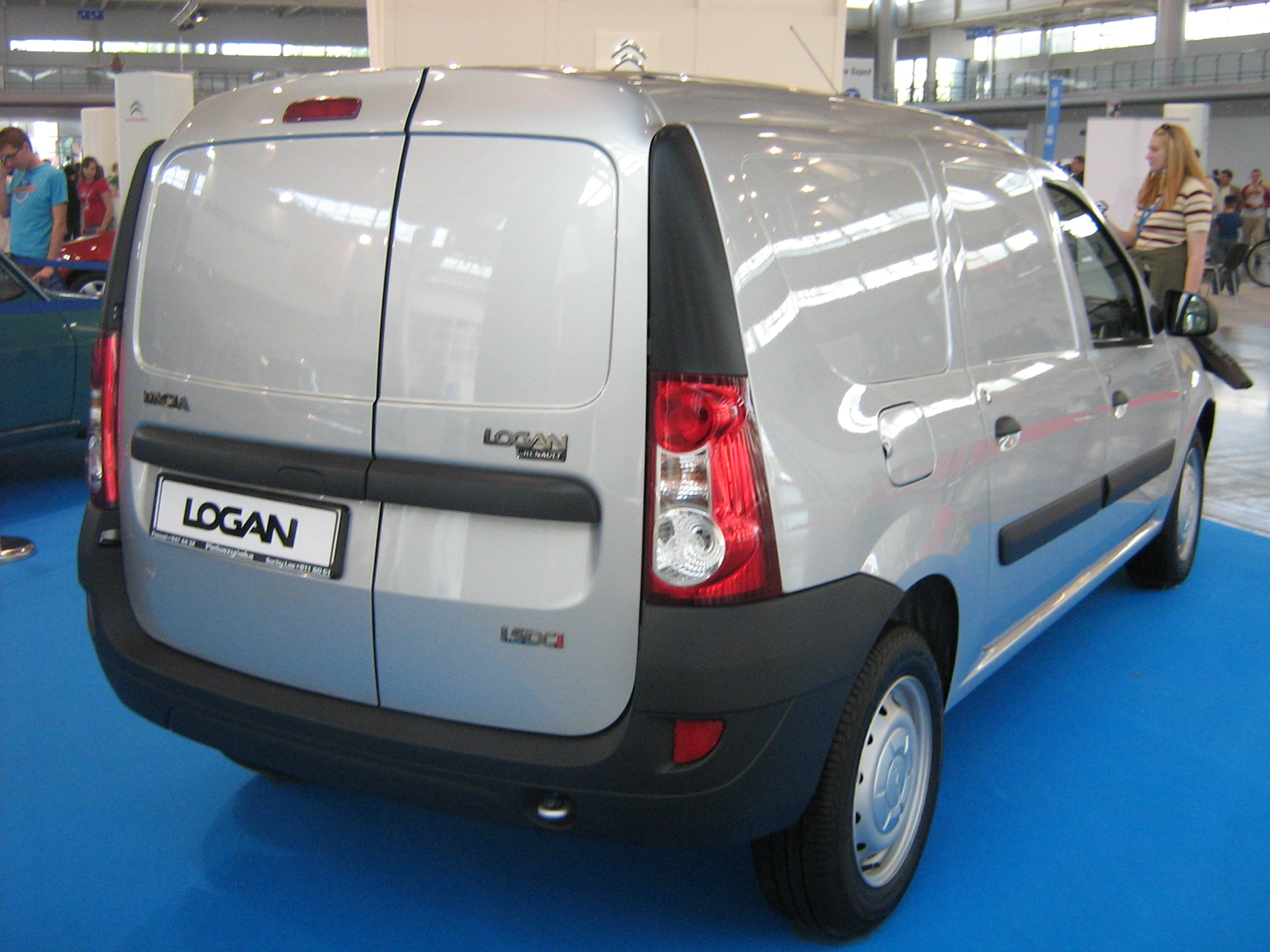
Фургон
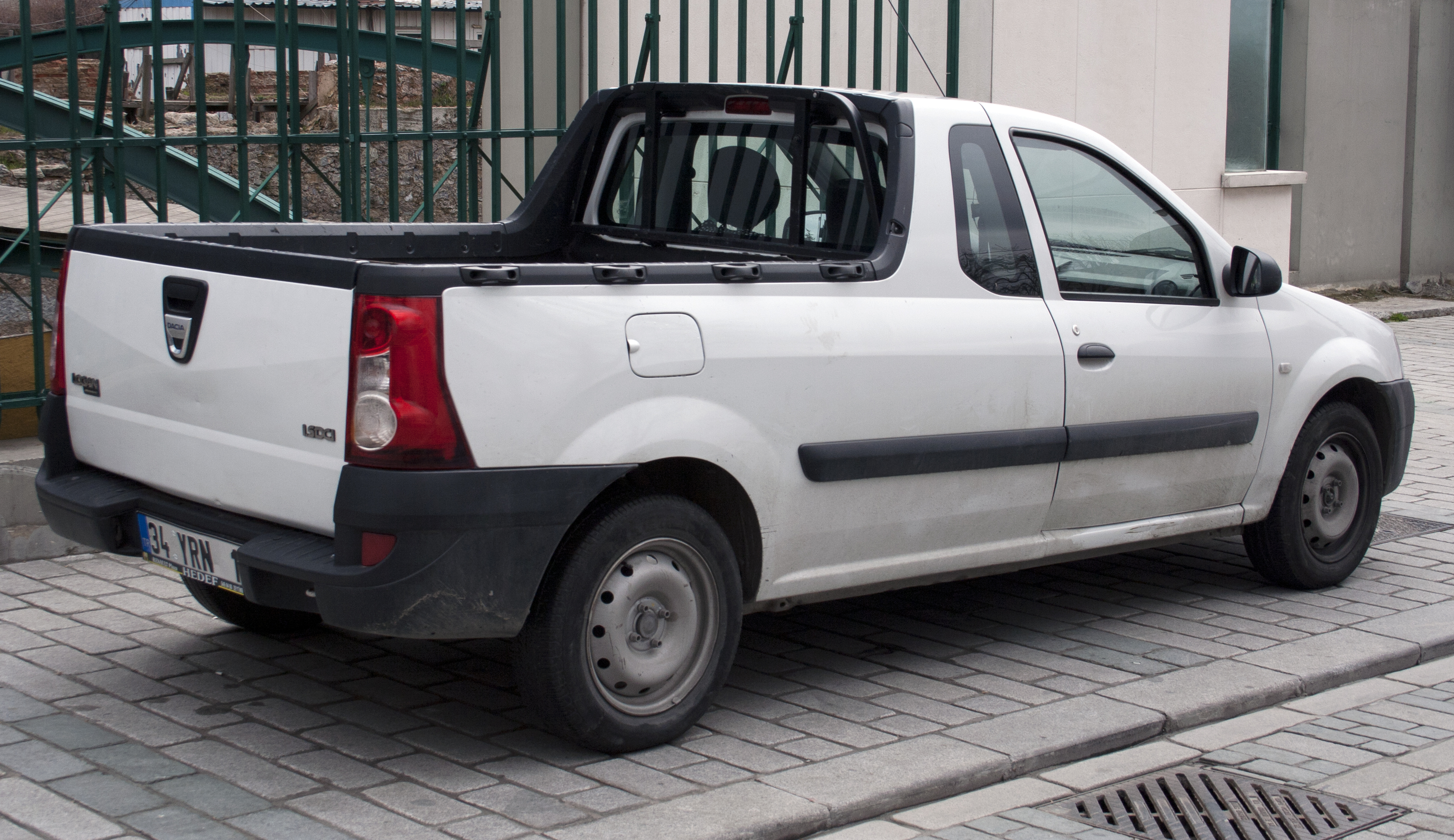
Пикап

#### Logan MCV

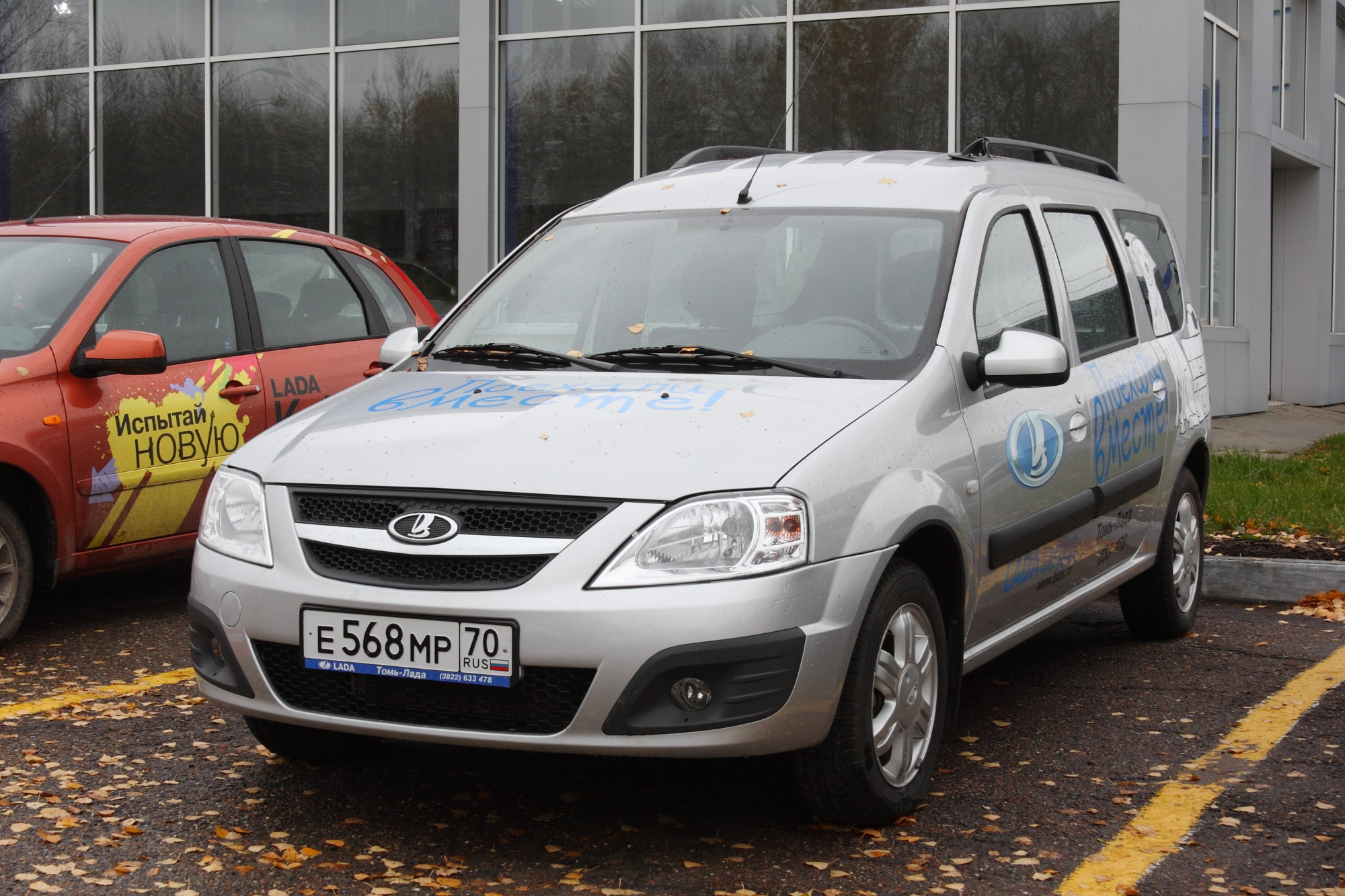
Lada Largus - перелицованные Logan MCV и фургон

Вариант модели в кузове «универсал» несёт внутризаводское обозначение R90. Аббревиатура MCV расшифровывается как Multi Convivial Vehicle, «автомобиль на все случаи жизни». Представлен в сентябре 2006 года на Парижском автосалоне.
От базовой версии отличается увеличенной до 2 905 миллиметров колёсной базой, повышенным на 10 см уровнем крыши и усиленной подвеской. В отличие от большинства современных универсалов, Logan MCV имеет двустворчатую дверь багажного отделения. Машина предлагается в пяти- или семиместном варианте (два дополнительных кресла установлены в багажнике, лицом по ходу движения). В пятиместном варианте объём багажного отделения достигает 700 литров (при сложенных сиденьях второго ряда — более двух тысяч литров).
В июне 2011 года на заводе «АвтоВАЗ» был собран опытный образец под именем «Lada R90», серийное производство начато в 2012 году. Этот автомобиль носит название LADA Largus.

#### Logan Van

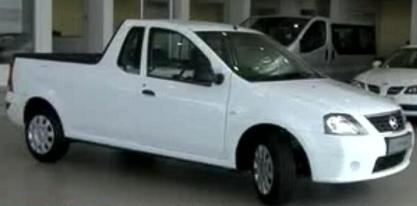
На некоторых рынках пикап представлен как Nissan NP200

Грузовой фургон на базе универсала Logan MCV (внутризаводской индекс F90). Унифицирован с ним по кузову, имеет такие же распашные боковые и задние двери. Боковины — глухие: оконные проёмы в грузовом отсеке отсутствуют. Объём грузового отсека — 2,5 м³, грузоподъёмность — 800 кг. Размеры фургона позволяют разместить груз длиной до 1 936 миллиметров.
На фургон ставятся не все двигатели, доступные покупателям универсала: предлагается лишь пара восьмиклапанных бензиновых двигателей (объёмом 1,4 и 1,6 литра) и 70-сильный вариант 1,5-литрового турбодизеля.
C 2012 года на АвтоВАЗе наряду с универсалом LADA Largus (платформа R90) началось производство фургона LADA Largus (на базе Dacia Logan Van).

#### Logan Pick-Up
Развозной пикап на основе платформы Logan MCV (внутризаводской индекс U90). Его премьера состоялась в октябре 2007 года на автосалоне в Бухаресте.
Производился в 2008–2012 годах в Румынии как Dacia (на экспорт на ряд рынков шёл под маркой Renault). В Россию не поставлялся. На некоторых рынках (например, в Южной Африке, Мексике) продавался как Nissan NP200.

### Sandero

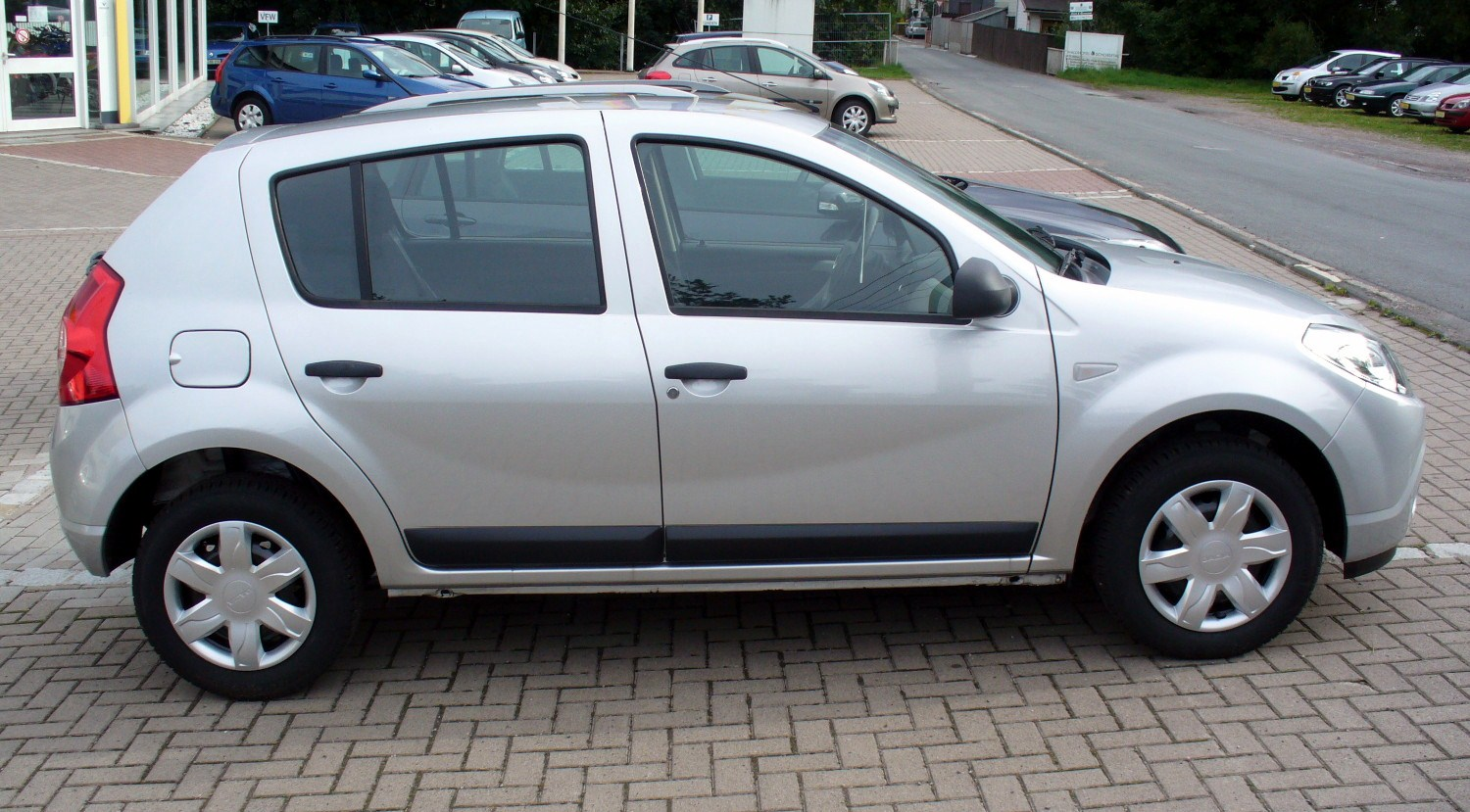
Sandero

Sandero — пятидверный хетчбэк на шасси Логана, формально не входящий в семейство Logan. Имеет внутризаводской индекс B90. Отличается укороченной до 2 591 мм колёсной базой и иной внешностью, решённой в духе Renault Scenic.
 Разработка началась в 2005 году. Полномасштабное производство Renault Sandero на заводе имени Айртона Сенны в Куритибе, Бразилия стартовало в декабре 2007 года. Продается в Бразилии, а с февраля 2008 года — и в Аргентине. Европейская премьера Dacia Sandero состоялась в марте 2008 года на автосалоне в Женеве. В 2008 году его серийное производство (под маркой Dacia) началось в Румынии. В 2009 году начался выпуск Renault Sandero в Южной Африке, а с декабря этого же года выпускается в Москве на «Автофрамосе».

### Безопасность
Из-за упрощённой конструкции Logan уступает по уровню пассивной безопасности современным автомобилям этого же класса. У него простые ремни без преднатяжителей и ограничителей усилия, а в базовой комплектации всего одна подушка безопасности.
В ходе краш-теста, проведённого независимой организацией EuroNCAP в 2005 году, Dacia Logan показал удовлетворительный уровень пассивной безопасности (тестировался автомобиль румынского изготовления). По результатам фронтального краш-теста Логану начислили 8 баллов (из 16 возможных), а по итогам бокового — 11 баллов (из 16 возможных). Получив в сумме 19 баллов, автомобиль заслужил рейтинг «три звезды» (из пяти возможных).
| Euro NCAP                                       | Euro NCAP | Euro NCAP | Euro NCAP |
| ----------------------------------------------- | --------- | --------- | --------- |
| Рейтинги                                        | Пассажир  |           | 19        |
| Рейтинги                                        | Ребёнок   |           | 31        |
| Рейтинги                                        | Пешеход   |           | 5         |
| Протестированная модель: Dacia Logan 1,4 (2005) |           |           |           |

Российская газета «Авторевю» провела лобовой краш-тест Renault Logan московской сборки по тем же самым техническим требованиям, что и тесты EuroNCAP. По итогам ударных испытаний автомобилю было присуждено 12 баллов (из 16 возможных). Разница с результатом европейского краш-теста может объясняться различиями в технологии сварки кузова на румынском и российском заводах.
| ARCAP                                                                    |          |  |  |
|                                                                          |          |  |  |
|                                                                          | 11 из 16 |  |  |
| Протестированная модель: Renault Logan производства «Рено Россия» (2005) |          |  |  |

### Продажи
|                           | 2004  | 2005   | 2006   | 2007   | 2008   | 2009  | 2011  | 2012  | 2015  |
| ------------------------- | ----- | ------ | ------ | ------ | ------ | ----- | ----- | ----- | ----- |
| Продажи в РФ, шт.         | —     | 7057   | 49323  | 67844  | 74300  | 53869 | 81909 | 58734 | 41311 |
| Иностранные продажи*, шт. | 22833 | 135184 | 184472 | 229743 | 218666 |       |       |       |       |

* — автомобили, произведённые на заводе в Питешти; в статистику включены автомобили, собранные в Марокко из машинокомплектов.
Продажи автомобилей марок «Dacia Logan» и «Renault Logan» на крупнейших рынках в первой половине 2007 года:
| Страна    | тысяч штук |
| Румыния   | 51,3       |
| Россия    | 31,0       |
| Франция   | 14,9       |
| Германия  | 8,4        |
| Марокко   | 6,3        |
| Алжир     | 5,6        |
| Венесуэла | 5,4        |
| Индия     | 5,2        |
| Колумбия  | 4,8        |
| Испания   | 4,2        |
| Украина   | 3,4        |
| Турция    | 3,2        |
| Италия    | 2,6        |
| Болгария  | 1,5        |

В 2008 году количество проданных автомобилей Logan на Украине составило 13,7 тысяч штук (пятое место в мире).
В 2009 году Logan стал самой продаваемой иномаркой на российском автомобильном рынке. Каждый 25-й проданный на территории России автомобиль оказался Логаном.
В 2011 году Renault Logan сохранил свою популярность и был самой популярной иномаркой в России.

## Второе поколение
В 2012 году на Парижском автосалоне Dacia представила второе поколение Logan. В Турции автомобиль продаётся с названием Renault Symbol.
У нового Logan сильно изменились внешняя и внутренняя части. Передняя подвеска Logan второго поколения — MacPherson с амортизационной стойкой и пружиной, двумя сайлентблоками в рычаге и шаровой опорой. Задняя подвеска — скручивающаяся балка, с раздельно установленными пружинами и телескопическими газонаполненными амортизаторами двухстороннего действия. Также у Logan большой багажник объёмом 510 л, также можно сложить задние сиденья, чтобы его увеличить.

### Logan MCV

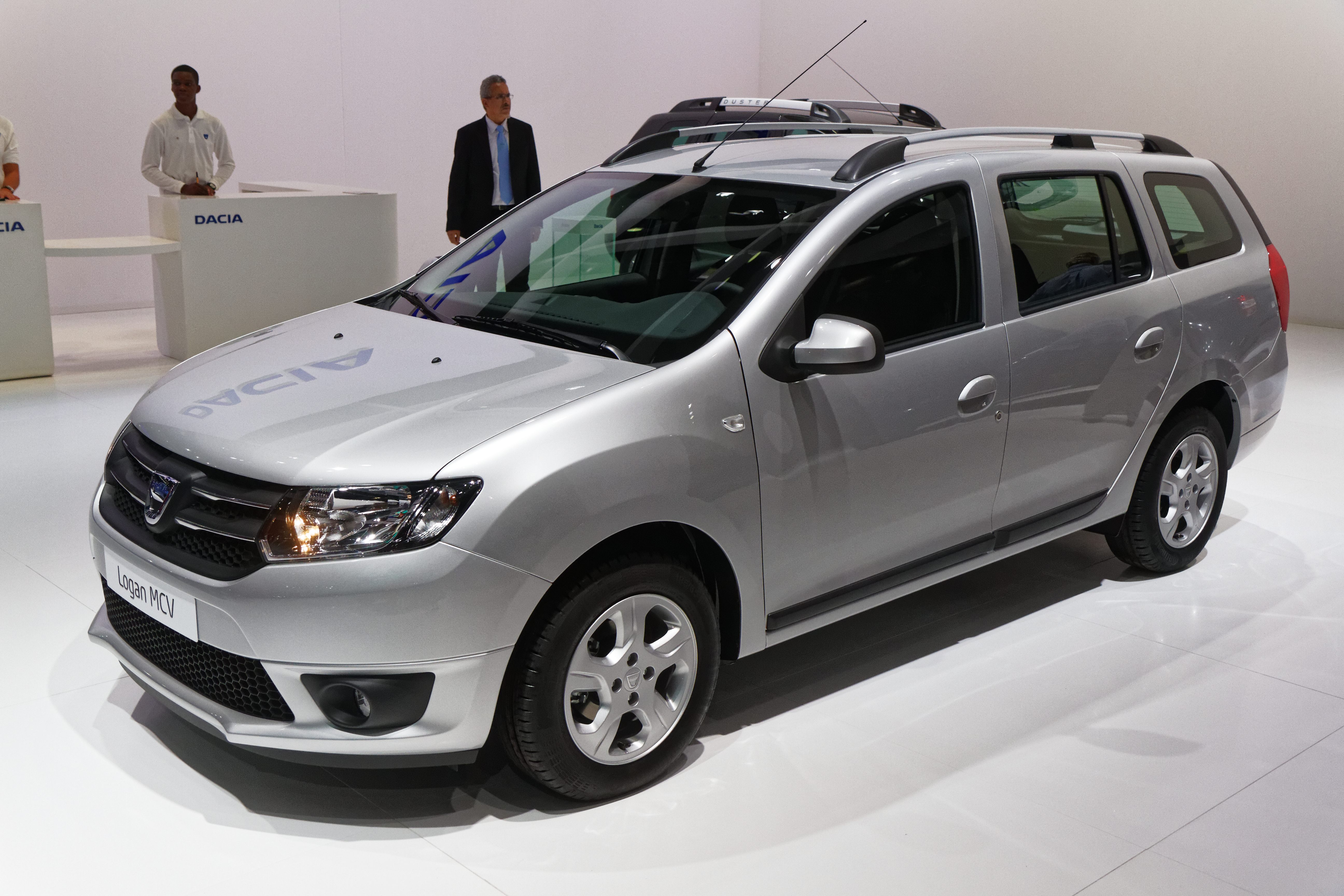
Logan MCV

Logan MCV был представлен в 2013 году на Женевском автосалоне. Универсал с технической точки зрения полностью идентичен седану. Объём багажника равен 573 литрам, но может увеличиваться до 1518 литров. Продажи MCV-версии начались во второй половине 2013 года.
В России модель MCV не продаётся.

### Рестайлинг
Осенью 2016 года на Парижском автосалоне были представлены обновлённые Renault Logan и Sandero второго поколения. Седан получил видоизменённые фары и решётку радиатора, оба бампера. Сзади новые фонари. В интерьере только рулевое колесо. Под капотом новые моторы.

### В России
В марте 2014 года стартовали продажи Renault Logan 2-го поколения в России, сборка осуществлялась на заводе АвтоВАЗ. , до весны 2022 года.
На российском рынке Logan предлагается с одной из трёх версий 1,6-литрового двигателя: мощностью 82, 102 и 113 л.с. Двигатели мощностью 82 и 113 л.с. комплектуются механической 5-ступенчатой КПП, двигатель мощностью 102 л.с. — 4-ступенчатой АКПП. С двигателем K7M мощностью 82 л.с время разгона с 0 до 100 км/ч составляет 13,9 сек, максимальная скорость — 163 км/ч. С мотором K4M (102 л.с) время разгона 0-100 км/ч составляет 11,7 секунд, а максимальная скорость — 171 км/ч. С июня 2016 года стал доступен двигатель H4M (113 л.с), разгон с места до 100 км/ч с ним занимает 10,7 сек, а максимальная скорость 177 км/ч.
В 2018 году в России начались продажи седана Renault Logan Stepway с увеличенным дорожным просветом, а также версии Logan Stepway City, оснащённой вариатором.

### В других странах
В 2013 году стартовали продажи седана в Южной Америке. Там он был представлен на Автосалоне в Буэнос-Айрэсе.
В 2014 году стартовали продажи в Египте.
В 2015 году стартовали продажи в Колумбии. Там Logan производится на заводе Renault SOFASA.
Renault Symbol III — турецкая версия Logan'а. Symbol был представлен на Автосалоне в Стамбуле в 2012 году. Производится в городе Бурса, Турция.  Продажи Symbol стартовали в 2013 году, одновременно с Тунисом и Алжиром.

### Рейтинги
Автомобиль получил награду «Автомобиль года» в 2013 году. В рейтинге среди надежности поддержанных автомобилей 2019 года германской «Ассоциации технического надзора» (VdTUV) Dacia Logan занял самые нижние строчки во всех возрастных категориях.

### Безопасность
EuroNCAP протестировала Dacia Logan MCV в 2014 году.
| Euro NCAP                                                            | Euro NCAP | Euro NCAP | Euro NCAP             |
| -------------------------------------------------------------------- | --------- | --------- | --------------------- |
| · общий рейтинг                                                      |           |           |                       |
| 57%                                                                  | 75%       | 55%       | 38%                   |
| взрослый пассажир                                                    | ребёнок   | пешеход   | активная безопасность |
| Протестированная модель: Dacia Logan MCV 1.5 diesel Base, LHD (2014) |           |           |                       |

## Третье поколение
Третье поколение Logan было представлено в сентябре 2020 года вместе с моделями Sandero и Sandero Stepway.

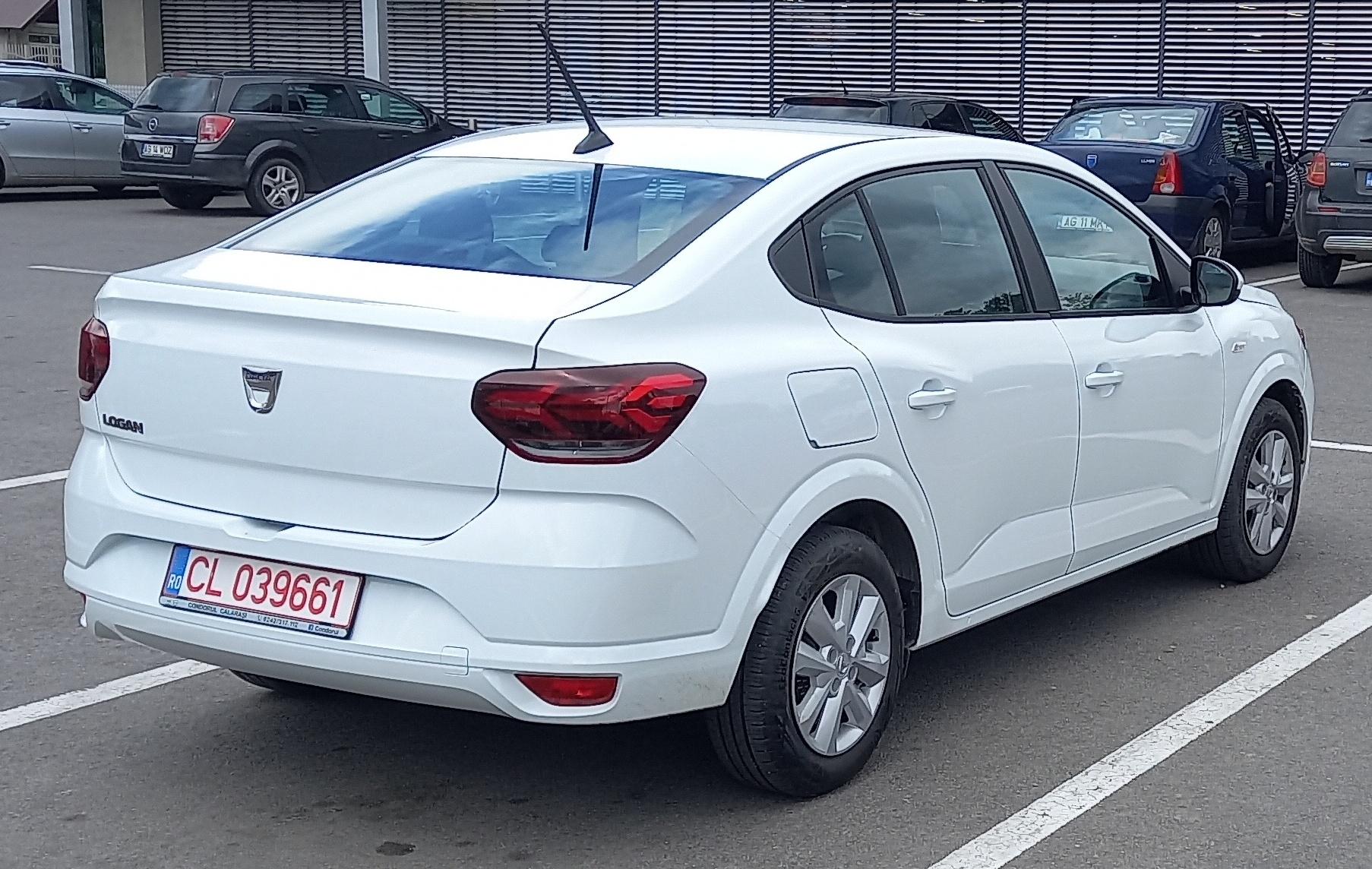
Вид сзади
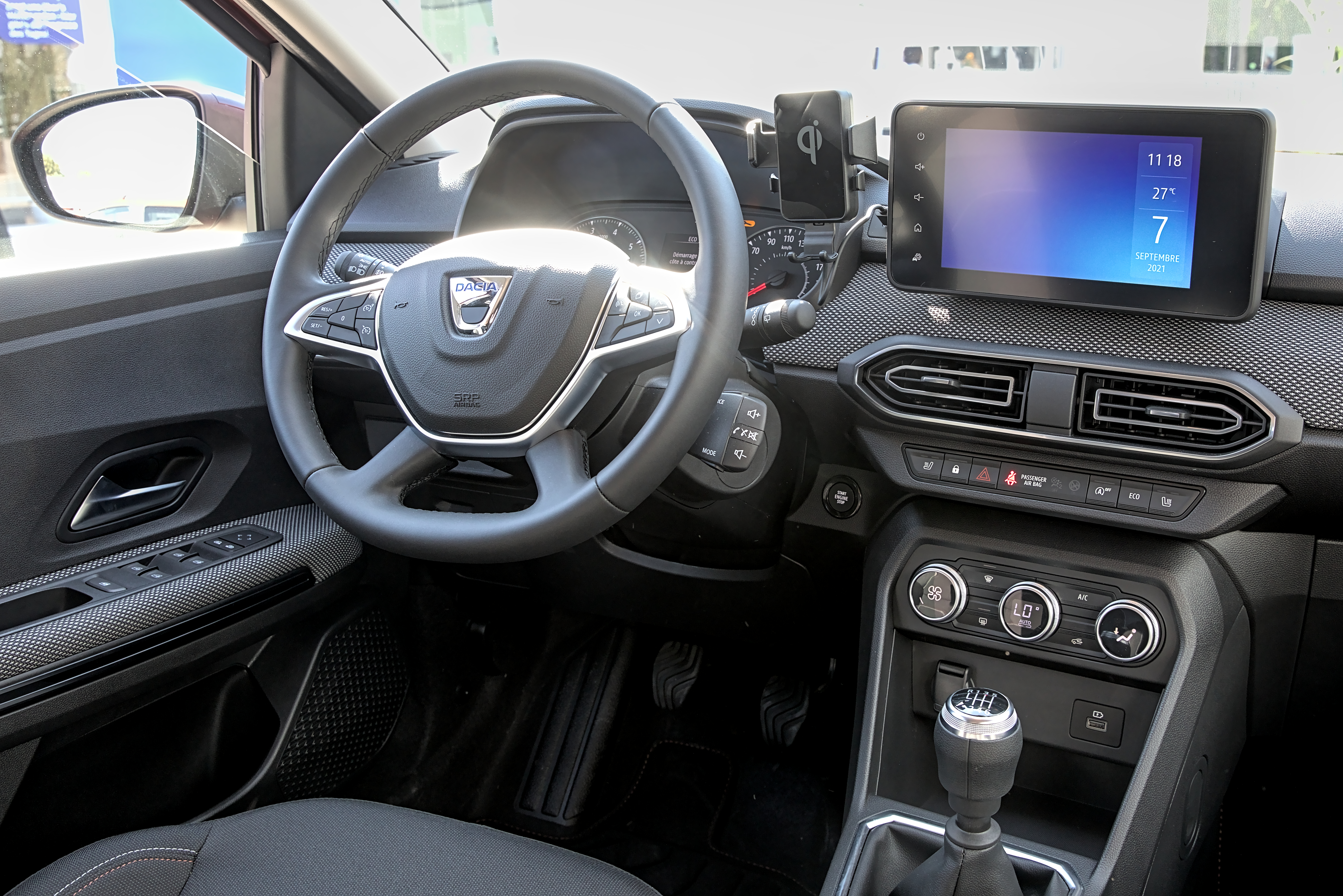
Приборная панель

## Концепт-кары

### Logan Steppe concept

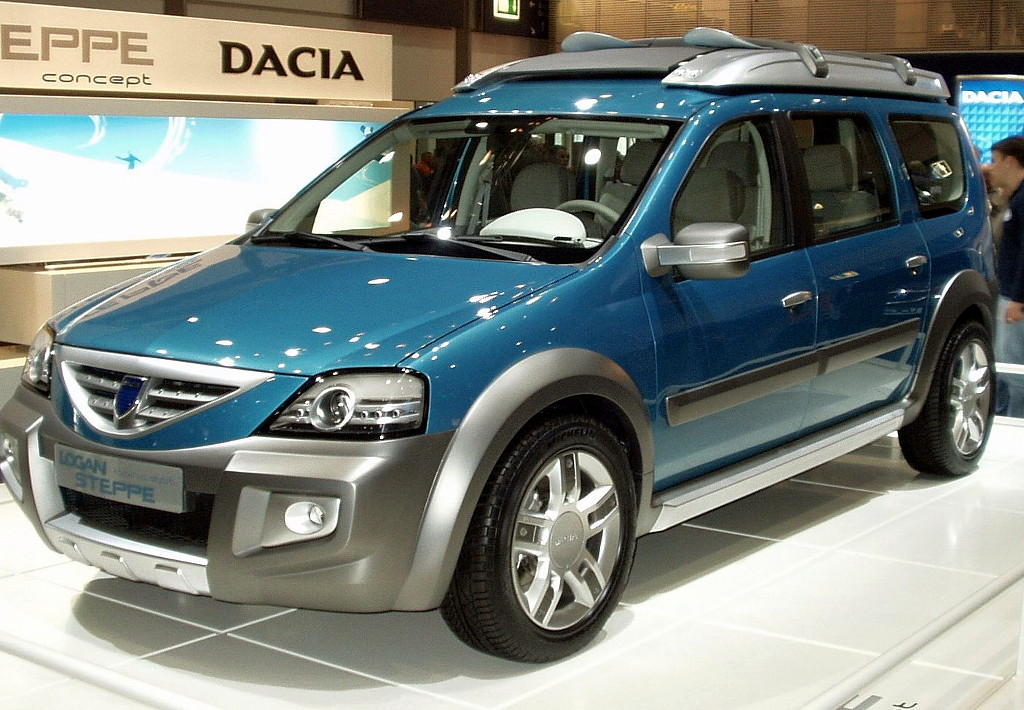
Dacia Logan Steppe

Концептуальный универсал на базе Логана. Дебютировал в марте 2006 года на автосалоне в Женеве. Послужил прообразом серийного универсала Logan MCV.

### «Renault Eco²» Logan Concept
Дизельный автомобиль, подготовленный в единственном экземпляре для соревнований на экономичность движения «2007 Bibendum Michelin challenge». Расход топлива по стандарту NEDC в смешанном цикле составил 3,8 л/100 км. На дистанции соревнований экипаж смог пройти 172,2 км, израсходовав 4,69 литра дизельного топлива. Это соответствует расходу 2,72 л/100 км

### Logan Pickup Concept
Концептуальный «пикап для активного отдыха» на базе серийного Logan Pickup, разработанный в бухарестском дизайн-центре Renault Technologie Roumanie.

## Автоспорт

### Logan Cup
Отделение Renault Sport Technologies разработало комплекты для подготовки Logan 1.6 MPi к участию в спортивных соревнованиях. Есть три варианта кит-комплектов: для кольцевых гонок, для асфальтовых ралли и для грунтовых ралли. Переделанные при помощи этих комплектов автомобили удовлетворяют требованиям FIA по группе N.
По задумке разработчиков, основное предназначение таких машин — участие в кольцевых и раллийных монокубках. То есть в соревнованиях, где все участники выступают на одинаковых автомобилях. В настоящий момент такие кубки проводятся в Румынии (раллийный Cupa Dacia Logan JOE), Франции (кольцевой JCup Feu Vert), Германии (кольцевой ADAC Dacia Logan Clubsport) и России (раллийный Renault Logan Cup).

### Logan 2.0 RS
Немецкое отделение Renault Sport на основе кубкового Логана разработало более мощный вариант машины, Dacia Logan 2.0 RS. Стандартный силовой агрегат заменён двухлитровым двигателем от Renault Clio RS с секвентальной кулачковой коробкой передач Sadev. Мощность двигателя повышена со 182 до 200 л.с. Такая замена стала возможна благодаря широкой унификации Логана с Renault Clio.
На таком автомобиле выступал экипаж Павла Фирманюка и Галины Праховой (команда АЛЬТЕКА СПОРТ) на ралли «Золотые Купола-2008» (этап кубка России по ралли). В связи с тем, что серийно Logan с двухлитровым двигателем не выпускается, выступать на таком автомобиле в ралли можно только в национальном классе P11: в международные классы N3 и A7 такой автомобиль не допускается.

### Logan S2000
Renault Sport Technologies разработала на базе Логана раллийный автомобиль категории Super 2000 (полноприводные машины с атмосферным двухлитровым двигателем мощностью около 270 л. с.). В 2005 году были проведены асфальтовые тесты с участием Симона Жан-Жозефа. В дальнейшем по неназванным причинам данная программа была свёрнута.

### RTCC
В 2010 сезоне на Renault Logan выступал Мейтес Евгений в национальном классе, принял участие в седьмом этапе, в итоге по сезону занял 25-е место. В 2011 сезоне после третьего этапа Мейтес Евгений на Renault Logan в Национальном классе занимает седьмое место с 83 очками.

### Renault Logan Stepway
Logan Stepway — внедорожная версия седана Logan.